# Étienne Michelin
Pour les articles homonymes, voir Michelin (homonymie).
Pour les autres membres de la famille, voir Famille Michelin.
Étienne Michelin, né le 4 janvier 1898 à Clermont-Ferrand et mort le 27 août 1932  à Saint-Genès-Champanelle (Puy-de-Dôme), fils aîné d'Édouard Michelin et père de François Michelin, fut cogérant de la manufacture Michelin de 1928 à sa mort.

## Biographie
En 1921, il épouse Madeleine Callies (1898-1936), fille de Jacques Callies (1859-1925), président des Papeteries Aussedat, et de Marie Aussedat.
Pilote expérimenté, il décolle le 27 août 1932 en fin d'après midi de l'aérodrome d'Aulnat à bord de son Moth de 85 CV et met le cap vers la chaîne des Puys. Pris dans un orage, il s'écrase dans la plaine de Lachamps, au pied du Puy de Dôme et il est tué dans l'accident. Une stèle à sa mémoire est érigée sur le lieu de l'accident, sur la commune de Saint-Genès-Champanelle. Il est inhumé dans le caveau familial Orcines.
Étienne Michelin a été à l'origine de la fondation du couvent des clarisses capucines de Chamalières, comme le rappelle une plaque de marbre dans le bâtiment : « Ici, le 14 septembre 1930, la sainte messe fut célébrée pour la première fois par le très révérend père Bonaventure de Carpentras, gardien du couvent des capucins à Clermont-Ferrand, et servie par le pieux fondateur de ce monastère, Monsieur Étienne Michelin, en présence de sa famille et de la communauté. ».